# Izoumroud
L’Izoumroud (en russe : Изумруд, littéralement « émeraude ») est un croiseur protégé de classe Izoumroud de la Marine impériale de Russie.  Ce navire a comme sister-ship le Jemtchoug (Жемчуг - Perle). Ils sont construits sur le modèle du Novik. Ce bâtiment de guerre est lancé en 1903. Affecté dans la 2e escadre de la Flotte du Pacifique, il prit part à la guerre russo-japonaise de 1904-1905.

## Historique
L’Izoumroud est affecté à la 2e escadre du Pacifique et placé sous le commandement de l'amiral Fersen (1858-1937). Après la bataille de Tsushima à laquelle il prand part, ce navire est l'un des rares bâtiments de guerre de la flotte russe en Extrême-Orient à parvenir à rallier le port de Vladivostok. Il refuse d'obéir à l'ordre de l'amiral Niébogatov de livrer le navire aux Japonais. L'amiral Fersen ordonne le sabordage du croiseur à l'abri des navires japonais, dans la baie de Vladimir à 400km au Nord de Vladivostok (43°54′N 135°30′E) , le 29 mai 1905. L'amiral Fersen ne sera pas inculpé pour ce refus d'obtempérer.

### Sources
- (ru)/(en) Cet article est partiellement ou en totalité issu des articles intitulés en russe « Изумруд (бронепалубный крейсер) » (voir la liste des auteurs) et en anglais « Russian cruiser Izumrud » (voir la liste des auteurs).